# Mejłuny
Mejłuny (lit. Meilūnai) – wieś na Litwie, w okręgu uciańskim, w rejonie ignalińskim, w starostwie Kozaczyzna.

## Historia
W czasach zaborów zaścianek i dobra leżały w granicach Imperium Rosyjskiego.
W dwudziestoleciu międzywojennym zaścianek a następnie folwark leżał w Polsce, w województwie nowogródzkim (od 1926 w województwie wileńskim), w powiecie brasławskim (od 1926 w powiecie święciańskim), w gminie Dukszty.
Według Powszechnego Spisu Ludności z 1921 roku zamieszkiwało tu 10 osób, wszystkie były wyznania rzymskokatolickiego. Jednocześnie 7 mieszkańców zadeklarowało litewską przynależność narodową a 3 polską. Był tu 1 budynek mieszkalny. W 1931 zamieszkiwało tu 17 osób w 3 budynkach.
Miejscowość należała do parafii rzymskokatolickiej w Kozaczyźnie. Podlegała pod Sąd Grodzki w Święcianach i Okręgowy w Wilnie; właściwy urząd pocztowy mieścił się w m. Duksztach.
W miejscowości urodził się Jan Szejko – polski ziemianin, agronom, polityk, poseł na Sejm V kadencji (1938–1939) w II RP.